# Харченко, Борис Тимофеевич
Борис Тимофеевич Харченко (28 февраля 1929, Москва, РСФСР, СССР — 13 августа 2020) — советский и российский валторнист, музыкальный педагог, дирижёр, композитор.

## Биография
Родители: отец Тимофей Григорьевич (1895 года рождения), мать Клавдия Карповна (1900 года рождения).
В 1937 поступил в школу № 396 города Москвы, где проучился 4 года до начала Великой Отечественной войны. Во время войны работал на заводе СВРЗ и учился в школе рабочей молодёжи.
В 1944 стал воспитанником школы при оркестре Краснознаменного ордена Ленина и ордена Красного знамени авиационного училища связи, где поступил в ряды ВЛКСМ.
В 1945 г. поступил поступил в музыкальное училище имени Ипполитова-Иванова, совмещал учёбу и работу в театре Транспорта и других театрах города Москвы на разовых выступлениях в качестве артиста оркестра.
24 июня 1945 г. принимал участие в параде Победы.
В июне 1947 года поступил в Институт Военных дирижёров, который окончил в 1952 году. Был учеником Василия Солодуева. Работал в Советской армии педагогом и военным дирижёром (с 1955 г.). В 1958 году демобилизовался из Советской армии и по конкурсу прошел в Большой симфонический оркестр Всесоюзного радио и Центрального телевидения.
В 1962 г. был приглашен в Государственный Симфонический оркестр СССР в качестве валторниста. Работал в оркестре в течение 40 лет под руководством Евгения Светланова.
В 2003 г. присвоено звание Заслуженный деятель Всероссийского музыкального общества.
В 2011 г. присвоено звание Почётный просветитель Московского музыкального общества.

## Личная жизнь
В браке с Харченко Нелли Сергеевной с 1964 г. Имеют двоих детей: Харченко Ирина Борисовна, Харченко Наталия Борисовна.